# Barrow-in-Furness
Barrow-in-Furness – miasto w Wielkiej Brytanii, w Anglii, w hrabstwie Kumbria, w dystrykcie (unitary authority) Westmorland and Furness, położone nad Morzem Irlandzkim, na obszarze Furness. W 2001 roku miasto liczyło 47 194 mieszkańców. W mieście rozwinął się przemysł stoczniowy, maszynowy, włókienniczy oraz papierniczy.